# Nia Chaos
Nia Chaos és una estructura geològica del tipus chaos a la superfície de Mart, situada amb el sistema de coordenades planetocèntriques a -6.52 ° de latitud N i 293.01 ° de longitud E. Fa 48 km de diàmetre. El nom va ser fet oficial per la UAI el dos de febrer de 2017 i el pren d'una característica d'albedo.